# Spišská Kapitula
Spišská Kapitula est un village de la commune de Spišské Podhradie en Slovaquie célèbre pour être depuis le XIIe siècle le centre religieux de la région de Spiš.

## Histoire
Construit à côté d'un monastère bénédictin du XIe siècle, la Cathédrale Saint-Martin y est établie au début du XIIIe siècle. L'ensemble est alors progressivement fortifié. 
Les jésuites s'y installent à partir du XVIIe siècle et y construisent un monastère et un gymnasium. Le village, alors prévôté, devient un évêché en 1776. Il garde depuis ce statut.

## Galerie

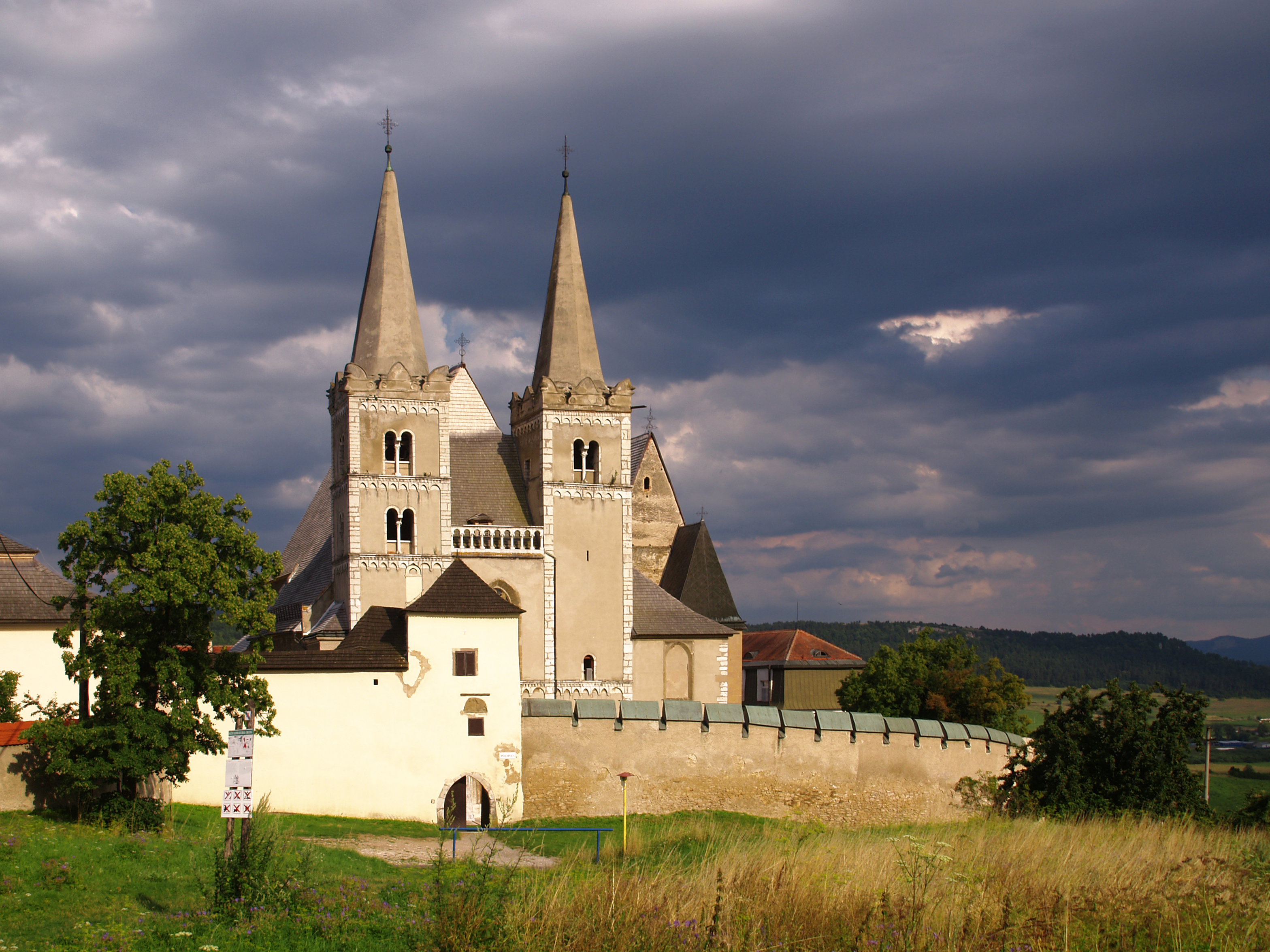
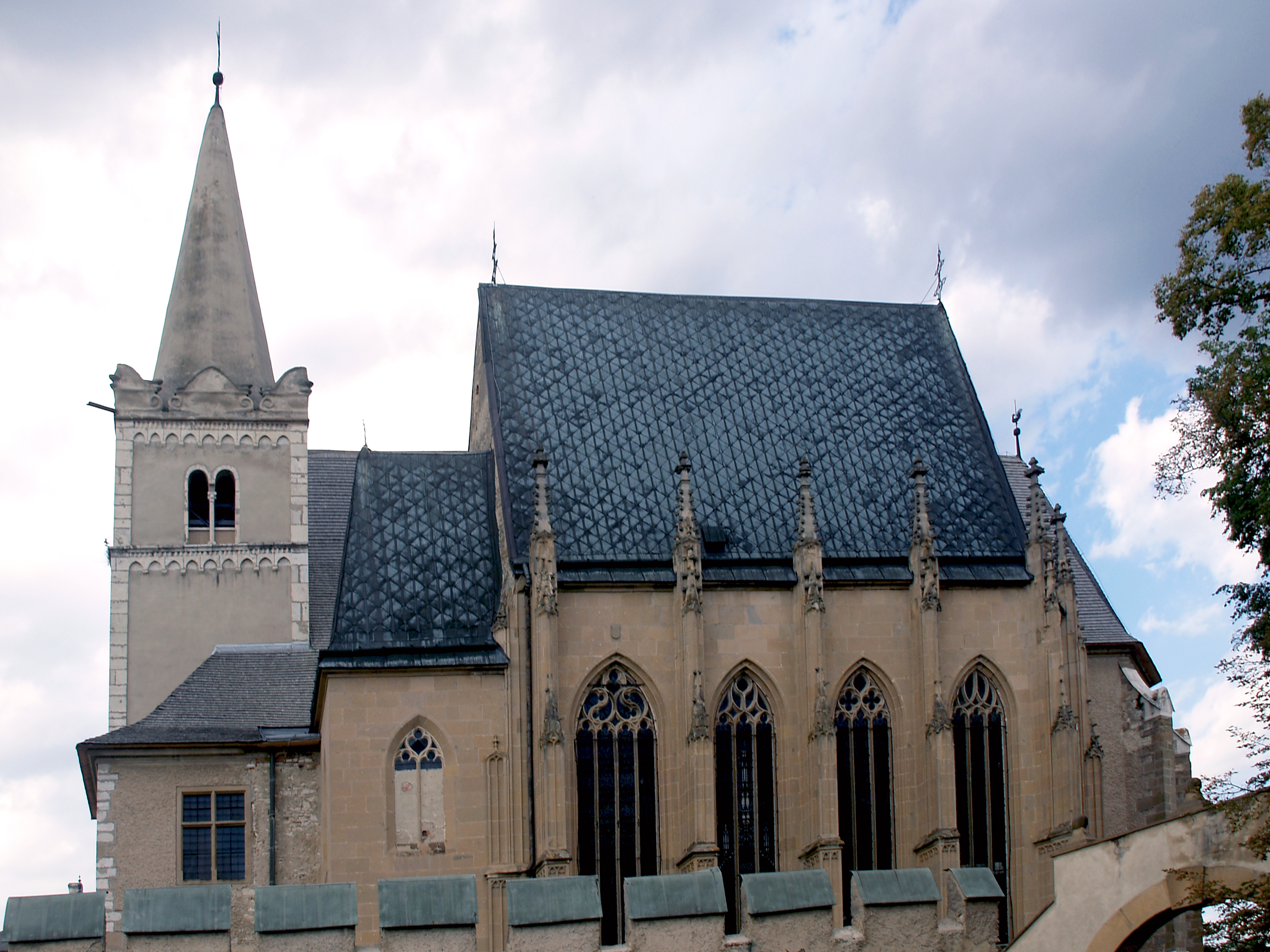
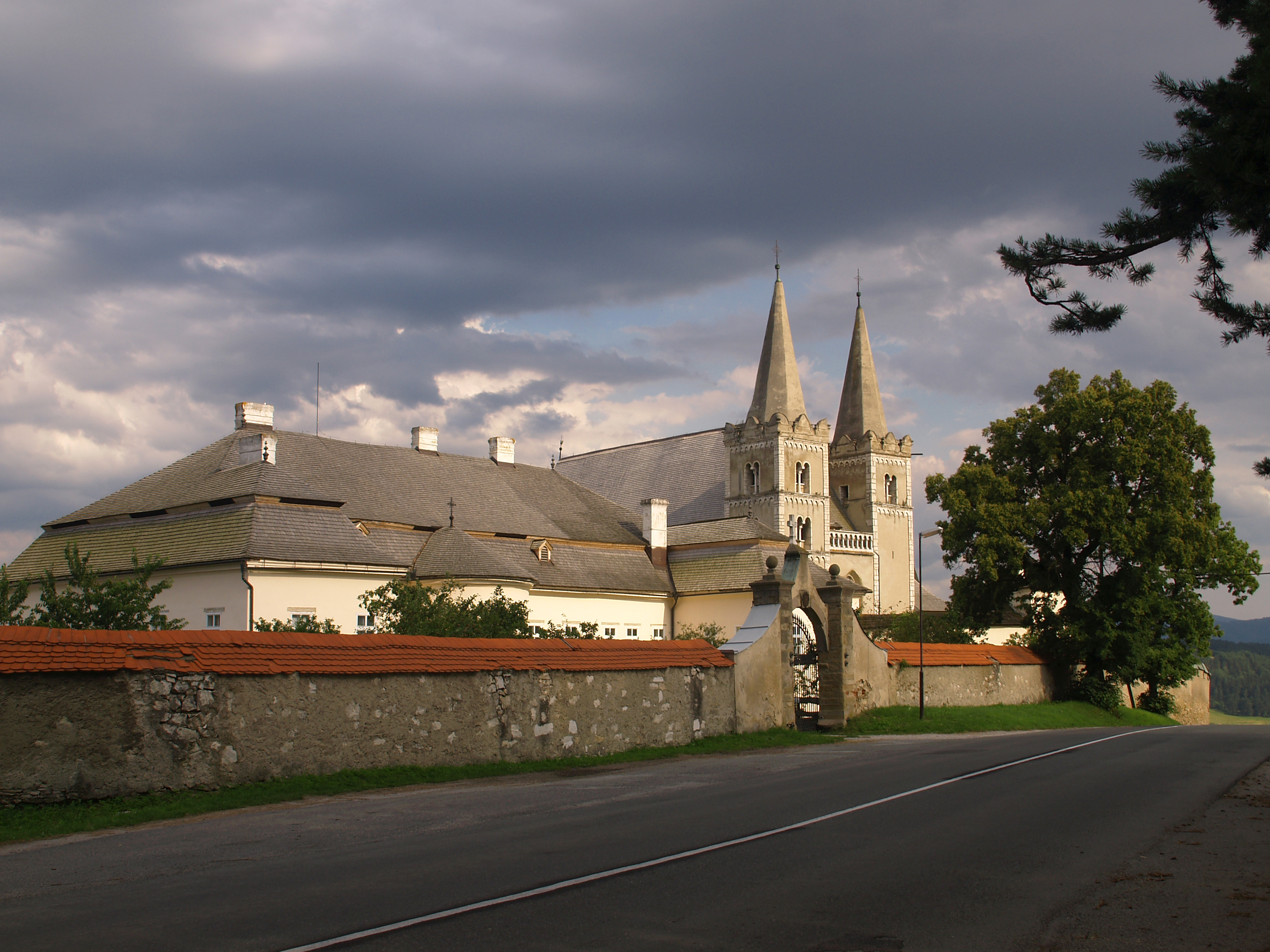
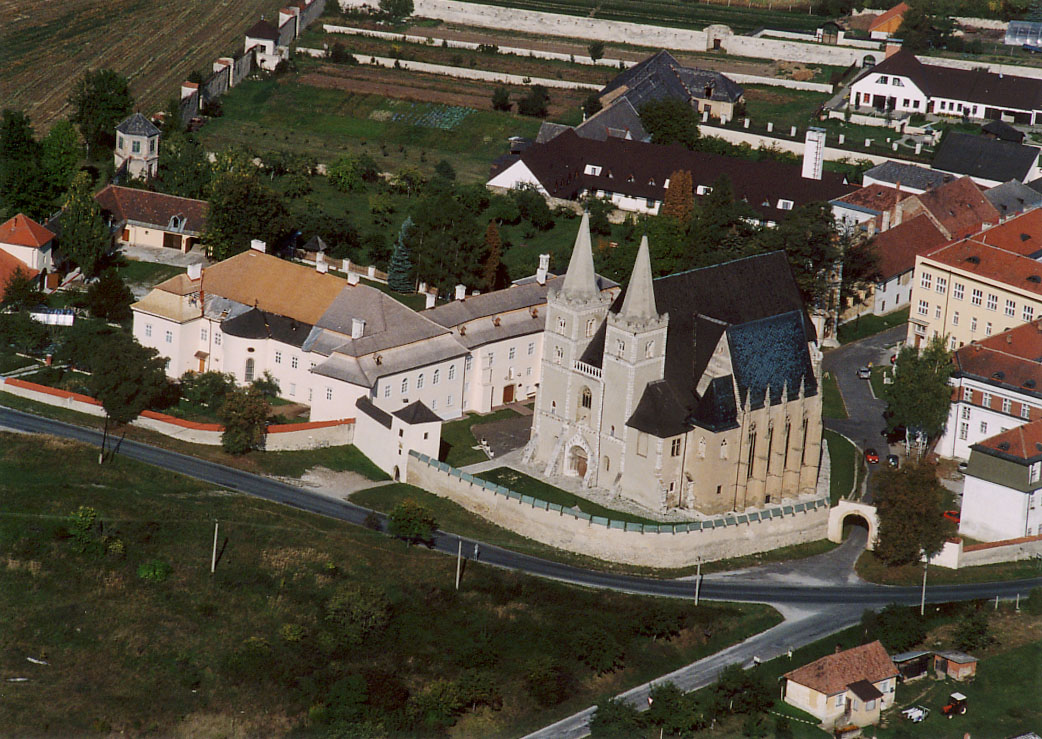